# Roper Technologies
Roper Technologies ist ein US-amerikanischer Mischkonzern mit Sitz in Sarasota im Bundesstaat Florida. Roper Technologies ist ein börsennotiertes Technologieunternehmen, das unter anderem Pumpen, Industriearmaturen, Messinstrumente und Softwareprodukte für verschiedene Branchen produziert und vertreibt. Das Unternehmen vollzog 1992 einen Börsengang und ist im NASDAQ gelistet unter dem Kürzel ROP.